# Wilkins (Pennsylvania)
Wilkins  è una township degli Stati Uniti d'America, nella contea di Allegheny nello Stato della Pennsylvania. Secondo il censimento del 2000 la popolazione è di 6.917 abitanti.

## Società

### Evoluzione demografica
La composizione etnica vede una prevalenza della razza bianca (92,79%) seguita da quella afroamericana(4,38%), dati del 2000.
| township di Wilkins Popolazione |       |
| 2000                            | 6.917 |
| Stima al 01-07-07               | 6.354 |